# Holliday (Texas)
Holliday è un centro abitato degli Stati Uniti d'America, situato nella contea di Archer dello Stato del Texas. Secondo il censimento del 2010 abitavano nella città 1758 persone.
La città è chiamata così per il vicino Holliday Creek, nome originato a sua volta da John Holliday, membro di una spedizione militare della Repubblica del Texas.

## Geografia fisica

### Territorio
Roaring Springs è situata a 33°48′49″N 98°41′37″W (33.813609, -98.693508), 14 miglia (23 km) a sud-ovest di Wichita Falls. Per la città passano la U.S. Routes 82 e la U.S. Routes 277, che portano verso nord-ovest a Wichita Falls e verso sud-ovest a Seymour.
Secondo l'Ufficio del censimento degli Stati Uniti d'America la città ha un'area totale di 2.4 miglia quadrate (6.2 km²), formate completamente dalla terra ferma.

### Clima
Il clima in questa zona è caratterizzata da estati calde e umide e inverni generalmente non troppo rigidi. Secondo la Classificazione dei climi di Köppen, Holliday ha un clima subtropicale umido, abbreviato in "TUF" sulle mappe climatiche.

## Società

### Evoluzione demografica

#### Censimento del 2000
| Anno       | Popolazione | ±%    |
| ---------- | ----------- | ----- |
| 1930       | 786         | Note: |
| 1940       | 798         | 1.5%  |
| 1950       | 1,007       | 26.2% |
| 1960       | 1,139       | 13.1% |
| 1970       | 1,048       | −8.0% |
| 1980       | 1,349       | 28.7% |
| 1990       | 1,475       | 9.3%  |
| 2000       | 1,632       | 10.6% |
| 2010       | 1,758       | 7.7%  |
| Stima 2015 | 1,706       | −3.0% |

Secondo il censimento del 2000, c'erano 1,650 persone, 622 nuclei familiari e 462 famiglie residenti nella città. La densità di popolazione era di 836.4 persone per miglio quadrato (323.1/km²). C'erano 676 unità abitative a una densità media di 346.5 per miglio quadrato (133.8/km²). La composizione etnica della città era formata dal 96.02% di bianchi, l'1.10% di nativi americani, lo 0.1% di asiatici, l'1.35% di altre razze, e l'1.29% di due o più etnie. Ispanici o latinos di qualunque razza erano il 3.49% della popolazione.
C'erano 622 nuclei familiari di cui il 41.8% aveva figli di età inferiore ai 18 anni, il 57.9% erano coppie sposate conviventi, il 12.9% aveva un capofamiglia femmina senza marito, e il 25.6% erano non-famiglie. Il 23.0% di tutti i nuclei familiari erano individuali e il 12.2% aveva componenti con un'età di 65 anni o più che vivevano da soli. Il numero di componenti medio di un nucleo familiare era di 2.62 e quello di una famiglia era di 3.08.
La popolazione era composta dal 30.8% di persone sotto i 18 anni, l'8.0% di persone dai 18 ai 24 anni, il 29.9% di persone dai 25 ai 44 anni, il 19.5% di persone dai 45 ai 64 anni, e l'11.9% di persone di 65 anni o più. L'età media era di 34 anni. Per ogni 100 femmine c'erano 92.9 maschi. Per ogni 100 femmine dai 18 anni in su, c'erano 86.5 maschi.
Il reddito medio di un nucleo familiare era di 32,857 dollari, e quello di una famiglia era di 40,625 dollari. I maschi avevano un reddito medio di 29,375 dollari contro i 19,375 dollari delle femmine. Il reddito pro capite era di 16,384 dollari. Circa il 9.6% delle famiglie e il 13.0% della popolazione erano sotto la soglia di povertà, incluso il 21.2% di persone sotto i 18 anni e il 9.0% di persone di 65 anni o più.

## Cultura

### Istruzione
Holliday è servita dalla Holliday Independent School District.